# Farol de Fontes Pereira de Melo
Farol de Fontes Pereira de Melo (auch: Farol da ponta de Tumbo) ist ein Leuchtturm an der Nordostspitze der Insel Santo Antão im Nordwesten des atlantischen Inselstaates Kap Verde. Der Leuchtturm steht auf der Landzunge Ponta de Tumbo, 2 km östlich von Janela, 6 km südöstlich von Pombas und 15 km nordöstlich von Porto Novo. Der Leuchtturm wurde benannt nach Fontes Pereira de Melo, dem Premierminister von Portugal (mehrfach zwischen 1871 und 1886).

## Architektur
Der Turm ist ein weißer achteckiger Turm mit einer Höhe von 16 m. Seine Feuerhöhe ist 162 m. Das Licht reicht 17 sm weit. Das angebaute Gebäude für den Leuchtturmwärter ist verlassen und in schlechtem Erhaltungszustand.
Zwischen 2017 und Februar 2019 wurde das Gebäude offenbar erneuert.

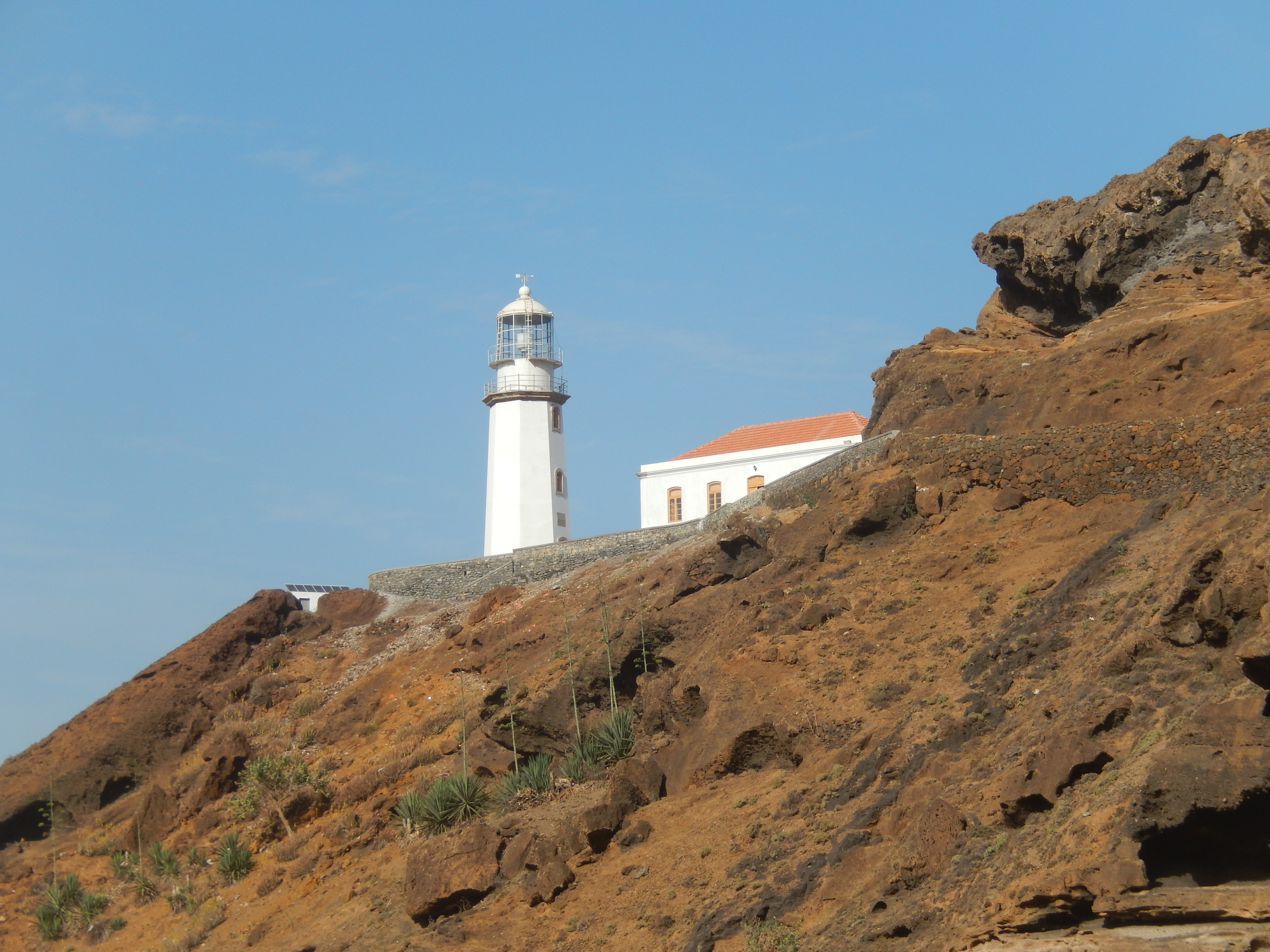
Leuchtturm auf Ponta de Tumba, Februar 2019.

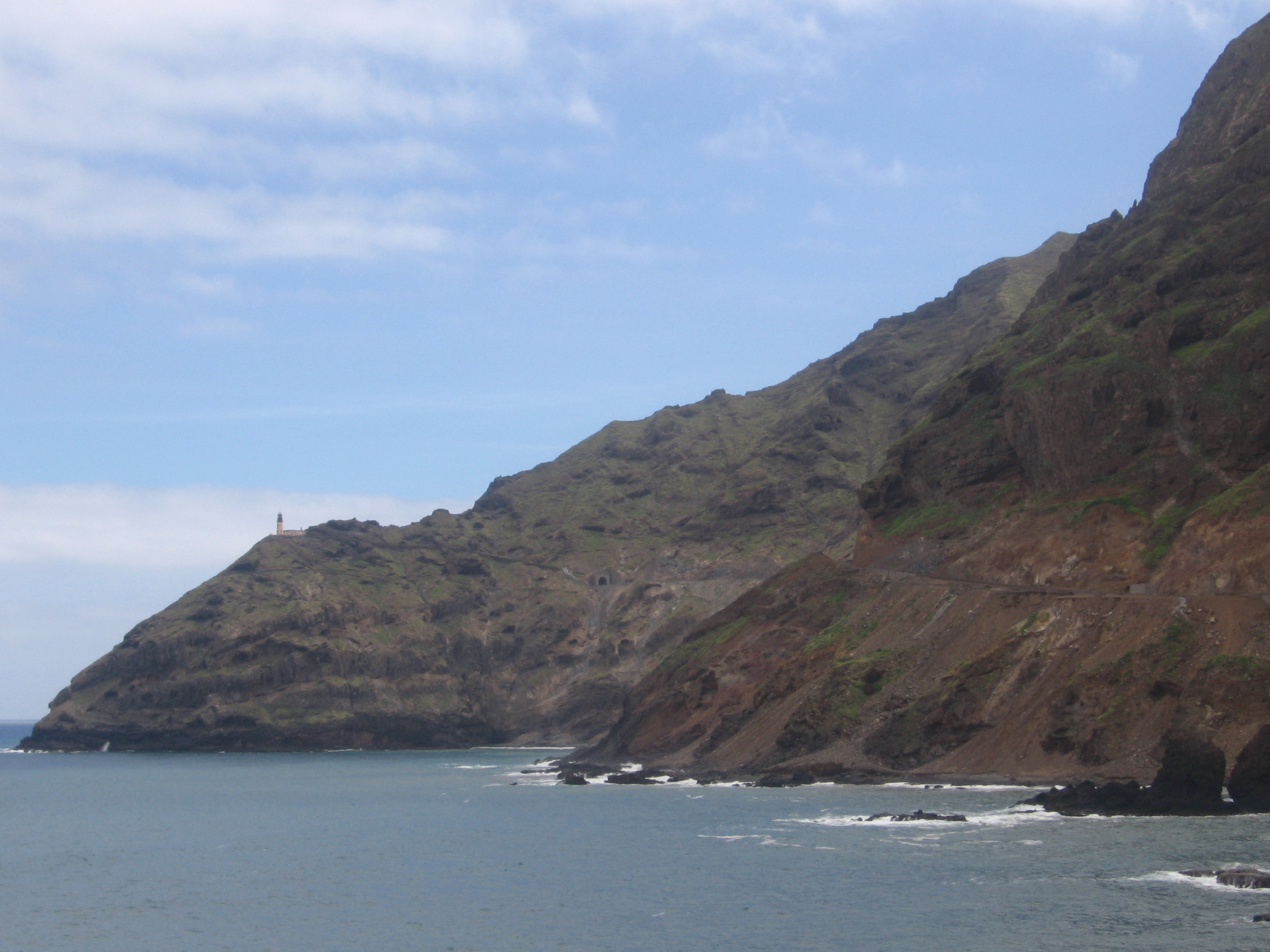
Der Leuchtturm Farol de Fontes Pereira de Melo vom Meer aus gesehen

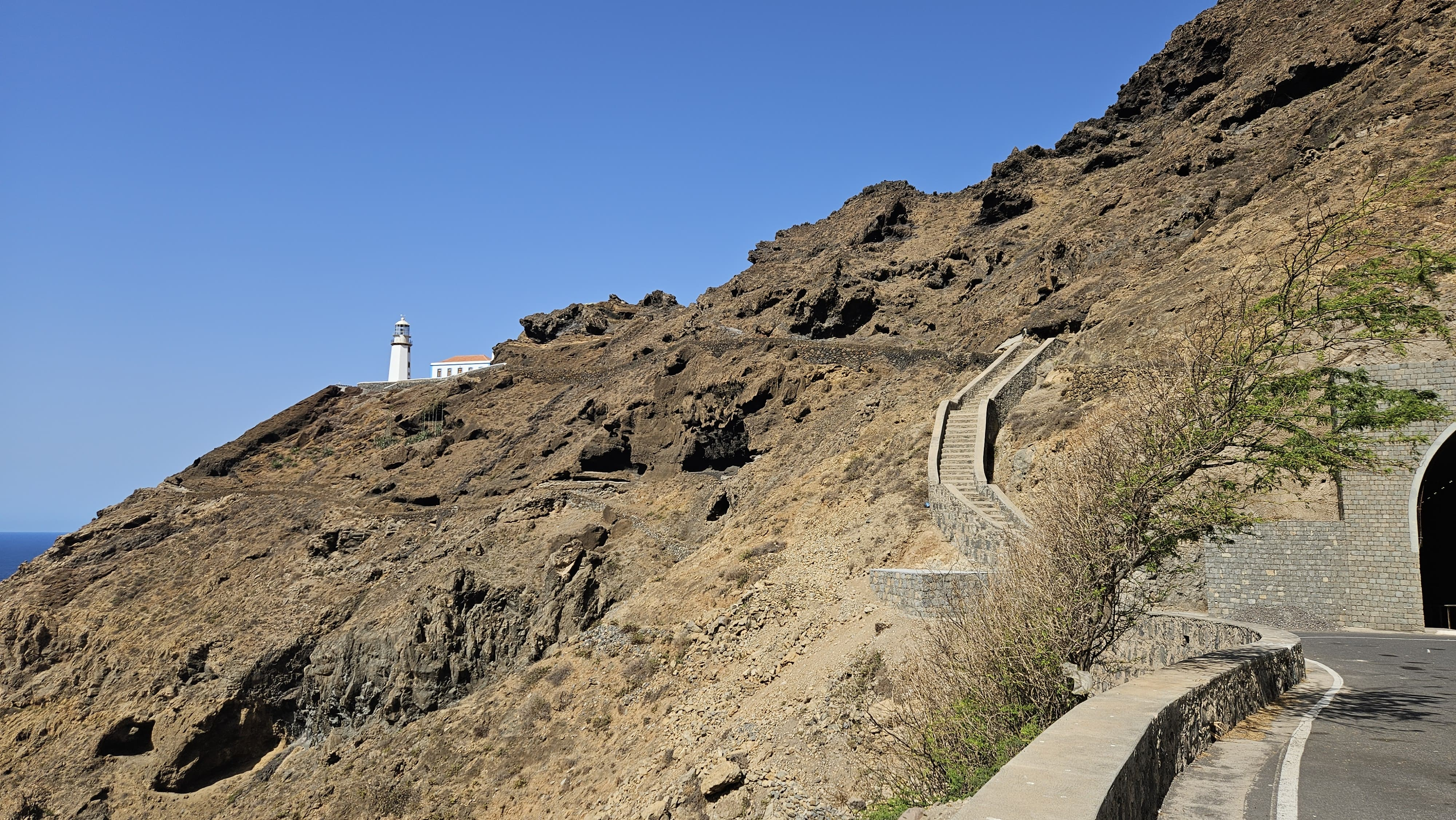
Fußweg zum Leuchtturm